# Encaste Hidalgo-Barquero
Hidalgo-Barquero es un Encaste procedente de un cruce de reses de Casta Vistahermosa, Casta vazqueña y Casta Cabrera.
Por sus particularidades genéticas, registradas por el Ministerio del Interior de España, figura dentro del Libro Genealógico de la Raza Bovina de Lidia, dependiendo del Ministerio de agricultura .
Su nombre se debe a la ganadería brava que estuvo en propiedad de Diego Hidalgo Barquero, que en 1825 creó su vacada a partir de la compras de reses del Conde de Vistahermosa, Vicente José Vázquez y Francisco de Paula Girádez y Montero, más adelante añadió reses de  Casta Cabrera.

## Historia
Don Diego Hidalgo Barquero, nacido en Quintana de la Serena, se hizo ganadero en el año 1825, tras unir reses pertenecientes al Conde de Vistahermosa y de Vicente José Vázquez, a su vez compró una parte de la vacada del Sacerdote Francisco Bueno, cuya procedencia era de Francisco de Paula Girádez y Montero de Casta Vistahermosa junto a las reses de Casta vazqueña, formando así este nuevo encaste.
En 1841 el propietario de la vacada le vende alrededor de 200 reses al ganadero de Jerez de la Frontera Joaquín Jaime Barrero para formar su ganadería.
En 1852 Diego Hidalgo Barquero le pasa la ganadería en su totalidad a Rafael Romero Balmasea, que fue quien adquirió reses de Casta Cabrera para incluirla en su ganadería.

## Características

### Morfología
En su pelaje, predominan los berrendos negros, también frecuentan los colorados y castaños.
De morrillo prominente, cuello astracanado y corto y de extremidades fuerte y gruesa
Es un toro de mucho peso y volumen, altos de aguja y pecho ancho.

## Ganaderías relacionadas
En 2009 había 6 ganaderías de encaste Hidalgo-Barquero, que sumaban 653 vacas reproductoras y 37 sementales.
- Benítez Cubero[15][16][17]
- Lora Sangrán[18][19][20][21]
- Marcelino Acosta Cañas[22][23]
- Jodar y Ruchena[24][25]
- Pallarés[26][27][28]
- Diego Romero Gallego[29][30]